# Poussette
Pour les articles ayant des titres homophones, voir Poucette et Poucettes.
La poussette est un moyen de transport pour enfant en bas âge (de 0 à 4 ans). Elle est constituée de roues qui supportent un châssis (généralement en acier ou en aluminium).  Sur le châssis s'adapte un siège dit « hamac » dans lequel peut s'asseoir l'enfant.  Un système de poignées ou de guidon permet de diriger la poussette et de la faire avancer.  Parfois, on peut fixer une coque, un siège auto ou une nacelle (landau) sur le châssis.
Il existe différents types de poussettes, selon l'âge de l'enfant et ses besoins, les préférences des parents et l'usage que l'on veut en faire.

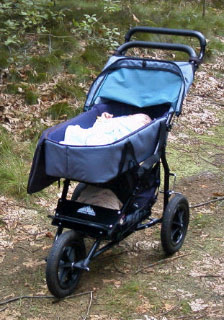
Une poussette moderne à 3 roues

## Histoire
La première forme de poussette a été inventée par William Kent en 1733.
William Kent était un architecte de jardin anglais reconnu pour son travail. En 1733, le Duc de Devonshire lui demanda de concevoir un moyen de transport pour ses enfants. Il conçut alors un chariot, constitué d'un panier sur roues, dans lequel les enfants pouvaient se tenir assis. Pour un meilleur confort, des ressorts ont été ajoutés au panier. Ce chariot était pourvu d'un harnais, afin qu'il puisse être tiré par une chèvre ou un petit poney.

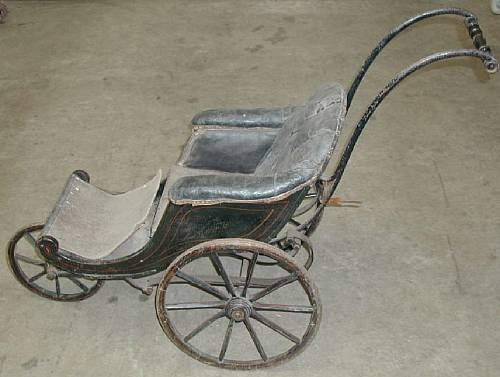
Poussette du milieu du XIXe siècle

Les chariots devinrent très populaires. Au milieu du XIXe siècle, ceux-ci étaient conçus en bois ou osier, reliés par des joints de cuivre.  Ils étaient parfois tellement ornementés qu'ils constituaient de véritables œuvres d'art.
Le 18 juin 1889, William Richardson fit breveter son idée de poussette réversible. On pouvait alors choisir de placer l'enfant face à la direction choisie ou face au pousseur. Il effectua également des changements structurels notamment au niveau des roues. Chaque roue pouvait se déplacer séparément.
Dès les années 1920, les poussettes étaient accessibles à toutes les familles. En outre, elles devinrent plus sûres, car plus robustes et possédant des freins et de plus grandes roues.
En 1932, l'entreprise espagnole Jané vit le jour. Après la fabrication de serrures, l'entreprise se mit à concevoir des poussettes. C'est ainsi en 1935 que la première poussette inclinable fut créée.
En 1965, Owen Maclaren créa la toute première poussette canne.  Ingénieur aéronautique à la retraite, il conçut et breveta un prototype de poussette appelé B01.  Celle-ci était ultra légère (3 kg) et son pliage tridimensionnel permettait d'occuper très peu d'espace une fois pliée, lui donnant l'aspect d'une canne, ou d'un parapluie.  Son cadre en aluminium la rendait plus solide que les poussettes conçues jusqu'alors.  Cette conception révolutionnaire libéra les parents des landaus volumineux.

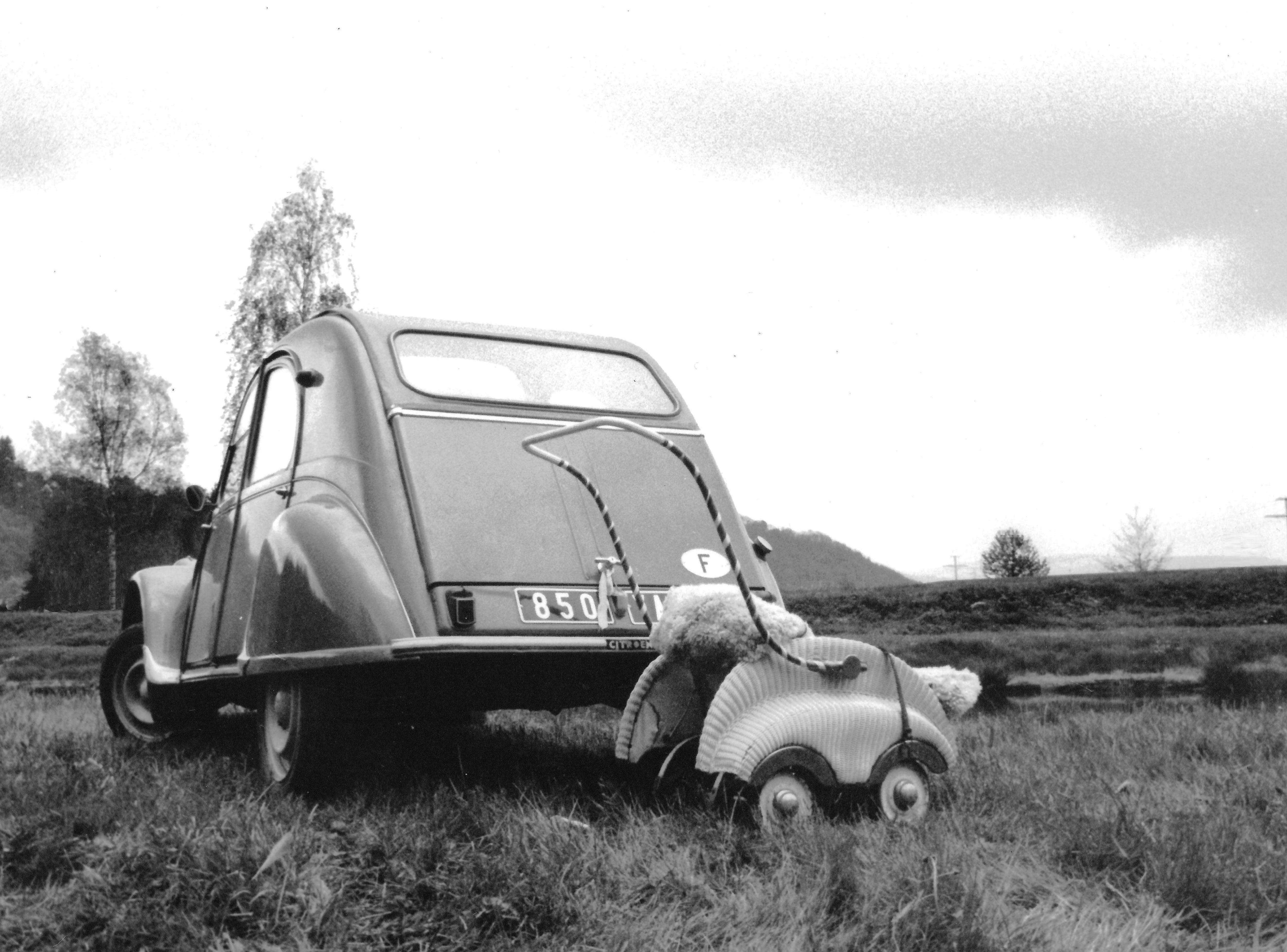
Une poussette derrière une Citroën 2CV

À partir des années 1980, les poussettes devinrent de plus en plus sûres et de plus en plus pourvues d'accessoires.
Vers la fin des années 1990, des designers ont conçu des poussettes plus modernes, voire originales. C'est le cas des poussettes de la marque néerlandaise Bugaboo et de la marque norvégienne  Stokke.
De nos jours, au niveau de la sécurité, les poussettes doivent répondre à certaines normes nationales et européennes telles que la norme française NF s 54-001 de mars 1987 et la norme EN1888 de juillet 2003.
Il existe plusieurs types de poussettes : poussettes cannes, Travel System, tout-terrain, à trois roues, double, 1er âge, 2e âge, etc.  Elles sont adaptées à l'âge de l'enfant et aux besoins des parents et de l'enfant.

## Types de poussette

### Poussette canne

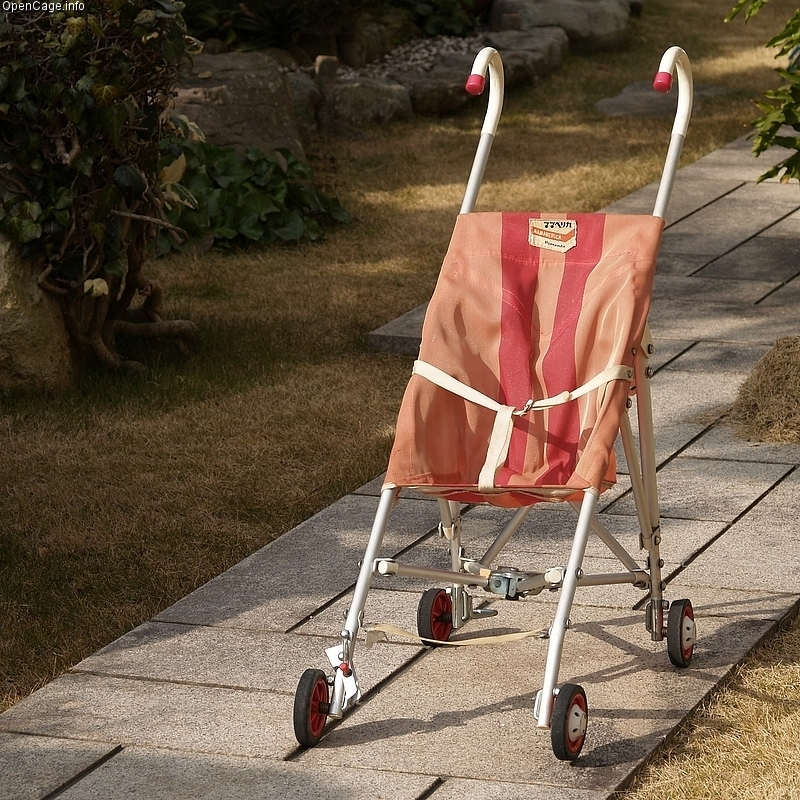
Une poussette canne

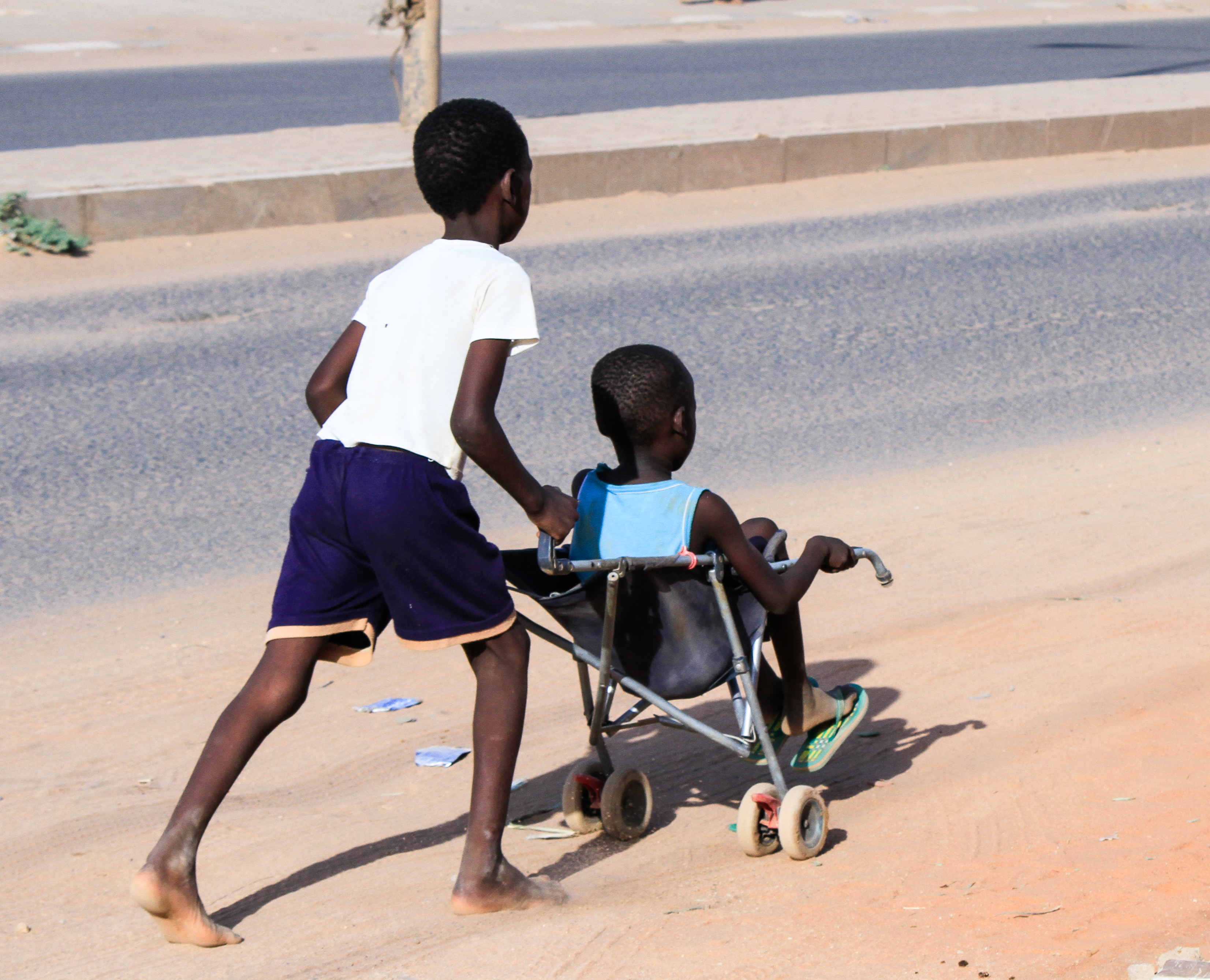
Fillette transportant son petit frère au Soudan.

Cette appellation lui vient de son pliage en 3 dimensions, lui permettant de se rétracter en longueur puis en largeur.  Elle est aussi appelée "poussette parapluie".  C'est une poussette ultra compacte (pliée et dépliée), légère (en moyenne 6 kg) et très maniable.  Il s'agit le plus souvent d'une poussette 2e âge.  En effet, elle s'utilise dès 6–9 mois, à partir du moment où l'enfant préfère la position assise.
Elle peut parfois s'utiliser dès la naissance si le siège est inclinable à plus de 150° et si le harnais de sécurité est adapté.  On peut également l'utiliser dès la naissance s'il est possible de fixer sur la poussette une coque / siège-auto : il s'agit alors d'une poussette Travel System (voir paragraphe suivant).
Les poussettes cannes sont habituellement constituées de matériaux très légers : la majorité des modèles disponibles en 2012 sur le marché français pèsent moins de dix kilos. L'aluminium est à ce jour le matériau considéré par les fabricants comme la solution optimale entre légèreté et robustesse pour concevoir des poussettes cannes compactes, solides et sûres pour les bébés.

### La poussette compacte
C'est une poussette qui se plie en une seule fois, et qui prend très peu de place. Elle est légère et parfois même considérée comme bagage cabine. Les plus connues sont la poussette Yoyo de Babyzen, et la poussette Squizz de Looping.

### PoussetteTravel System
Une poussette est dite Travel System si elle peut accueillir une nacelle (landau) et/ou une coque / siège-auto.  Elle s'utilise dès la naissance.

### Poussette tout-terrain
Elle est très souvent dotée de trois roues (deux à l'arrière et une à l'avant) assez grandes qui lui permettent de circuler sur tout type de terrain.  Elle est pourvue d'options qui favorisent le confort de l'enfant et du parent (amortisseurs, roues gonflables, siège molletonné, frein progressif, etc.), ce qui la rend souvent plus lourde et imposante.

### Poussette à trois roues
La poussette à trois roues est très souvent une poussette tout-terrain mais elle peut être à usage urbain uniquement, si celle-ci comporte de petites roues ou ne possède pas de suspension.

### Poussette double ou triple

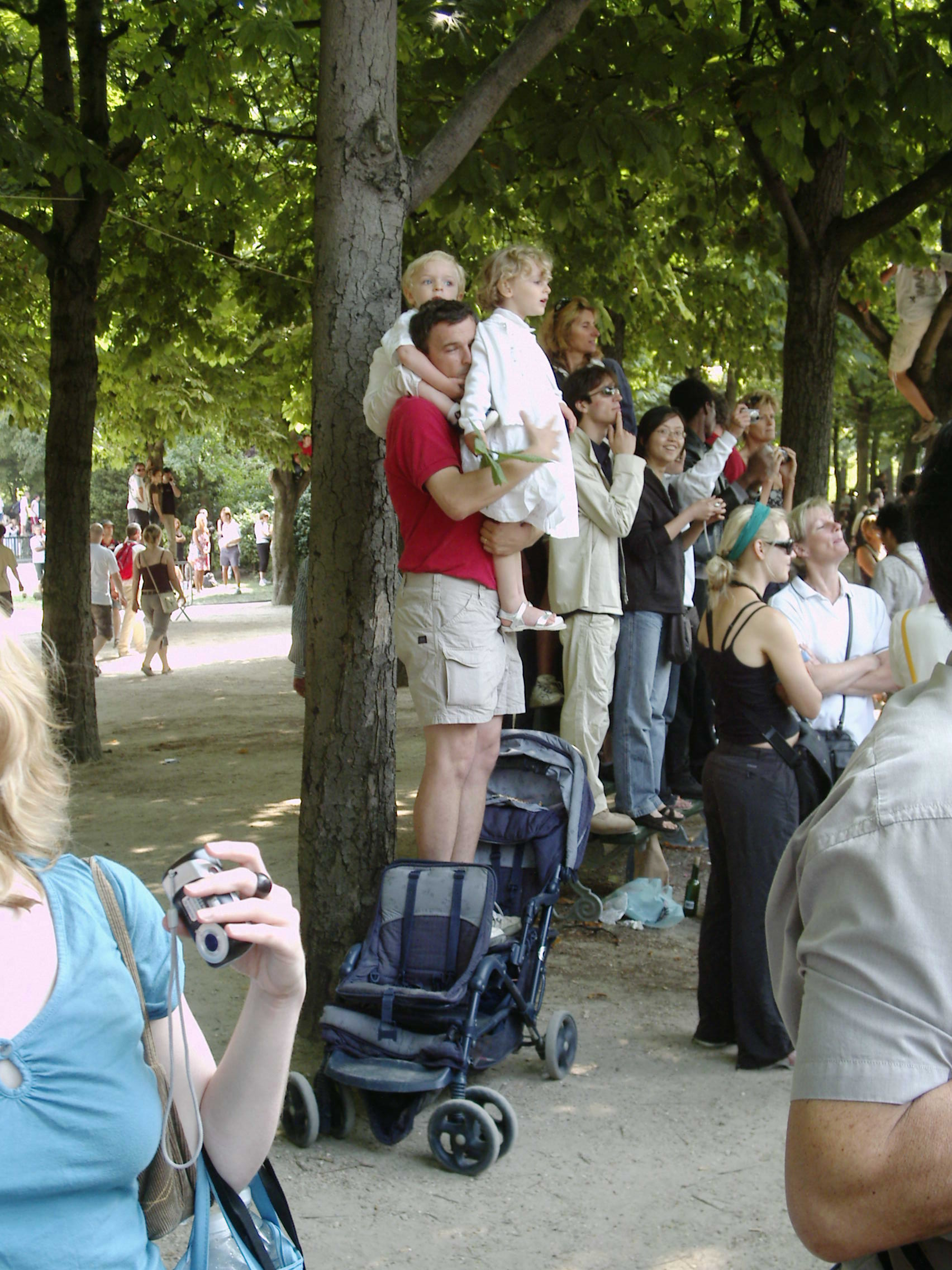
Poussette pour deux enfants d'âge rapproché utilisée comme marchepied pour voir au-dessus de la foule

Il y a deux types de poussette double : la poussette pour jumeaux et la poussette pour enfants d'âge rapproché. La poussette double peut, être, Travel System, utilisable dès la naissance, permettant de nombreuses combinaisons entre les nacelles et coques / sièges-auto.
Autrement, ce peut être une poussette canne, utilisable dès 6–9 mois ou dès la naissance si les sièges sont inclinables à plus de 150° et si les harnais sont adaptés. La poussette triple permet d'accueillir 3 enfants, généralement dès leur naissance.

### Poussette1erâge
Cela désigne une poussette utilisable dès la naissance.

### Poussette2eâge
Cela désigne une poussette utilisable dès 6 mois.  Toutefois, si une poussette 2e âge est Travel System ou si son siège s'incline à plus de 150° et que son harnais est adapté, elle peut être utilisée dès la naissance.

## Principaux fabricants
- Aubert, Houssen (Alsace, France)[3]
- Bambisol (France)
- Bébé Confort (France)
- Bébécar (Portugal)
- Brevi (Italie)
- Bugaboo (Pays-Bas)
- Casualplay (Espagne)
- Chicco (Italie)
- Cybex (Allemagne)
- Graco (États-Unis)
- Inglesina (Italie)
- Jané (Espagne)
- Maclaren (Royaume-Uni)
- Maxi-Cosi (Pays-Bas)
- Looping (France)
- Peg-Pérego (Italie)
- Quinny (Pays-Bas)
- Red Castle (France)
- Stokke (Norvège)